# Ріхард Адольф Зігмонді
Ріхард Адольф Зігмонді (Жигмонді) (нім. Richard Adolf Zsigmondy, 1 квітня 1865, Відень — 23 вересня 1929, Геттінген) — австрійсько-німецький хімік, лауреат Нобелівської премії з хімії 1925 року «за встановлення гетерогенної природи колоїдних розчинів і за розроблені в зв'язку з цим методи, що мають фундаментальне значення в сучасній колоїдній хімії, оскільки всі прояви органічного життя зрештою пов'язані з колоїдним середовищем протоплазми».

## Біографія
Німецький хімік Ріхард Адольф Зігмонді народився в Австрії, у Відні, в родині Ірми (фон Закмарі) і Адольфа Зігмонді, у яких було четверо дітей. Його батько, процвітаючий лікар, що опублікував кілька робіт з медицини, заохочував цікавість до науки, що проявився у хлопчика. Завдяки матері Зігмонді навчився любити природу і мистецтво. Він захоплювався плаванням, лазінням по горах, а крім того, із задоволенням читав книги з хімії і проводив досліди в своїй маленькій домашній лабораторії.
Зігмонді вивчав хімію у Віденському університеті і Технічному університеті у Відні, а потім в 1887 р. поступив в Мюнхенський університет. Три роки по тому він отримав докторський ступінь з органічної хімії і почав працювати в Мюнхенському університеті як асистент. У 1893 р. Зігмонді став читати лекції з хімічної технології в Технічному університеті в Граці (Австрія). Тут він зацікавився питаннями забарвлення скла і порцеляни, і ця цікавість привела його до вивчення колоїдної хімії. Працюючи як інженер-хімік в «Шотт гласе мануфактурінг компані» в Єні (Німеччина) з 1897 по 1900 рр., він розробив технологію єнського «молочного» скла. У 1900 р. Зігмонді пішов з цієї роботи і протягом подальших семи років (при фінансовій підтримці своєї сім'ї) займався чисто науковою діяльністю, вивчаючи колоїдні системи. Він продовжував свої дослідження і після того, як в 1907 р. став професором Геттінгенського університету, а пізніше директором університетського Інституту неорганічної хімії.
Колоїдними називаються такі системи, в яких крихітні частинки стійко поширені в рідкому середовищі. Прикладом такої системи в нашому повсякденному житті служить яєчний білок. Частинки в колоїдних системах можуть додавати їм якісь особливі характеристики, такі, наприклад, як колірні ефекти порошкоподібного золота в склі, які вивчав Зігмонді. Наприкінці XIX — початку XX в. природа колоїдних систем не була повністю ясна. Зігмонді вважав, що дія речовин, що забарвлюють скло, викликається добре розосередженими хімічно інертними частинками, настільки крихітними, що їх неможливо розгледіти в мікроскопи, що існували тоді. Таким чином, візуальні свідоцтва існування таких частинок були відсутні, та і самі колоїдні розчини були стійкими і не давали осаду, як цього можна було чекати при суміші частинок в рідкому середовищі.
Зігмонді розробив цілий ряд змішаних технологій з метою встановлення природи колоїдних систем. Згідно з однією з таких технологій, він додавав у рідке середовище реагенти, намагаючись добитися коагуляції колоїдів і таким чином дізнатися багато що про цей перехід станів. Проте головна його мета полягала в тому, щоб побачити самі частинки, і в 1903 р. він разом з фізиком Г. Ф. В. Зідентопфом, що працював на цейсівських оптичних заводах в Єне, конструює ультрамікроскоп.
Замість того, щоб освітлювати зразок уздовж оптичних осей, як це робиться в стандартних мікроскопах, в ультрамікроскопі застосовується перпендикулярне освітлення. Ця система подібна до повсякденного явища, при якому крихітні частинки пилу в повітрі можна побачити в промені сонячного світла, коли на нього дивишся з боку. Удосконаливши технологію того, що називають освітленням темного поля, Зігмонді і інженери з цейсівських заводів зуміли вирішити цю проблему для крихітних частинок розміром в 10 мілімікрон (10-мільйонні долі міліметра). Подальше вдосконалення привело до створення так званого іммерсійного ультрамікроскопа, в який видно частинки розміром в 4 мілімікрони. З його допомогою Зігмонді вивчав поведінку фарбників скла і встановив, що певні зміни кольору пояснюються коагуляцією колоїдних частинок.
У ході цих досліджень Зігмонді вивчав динаміку колоїдних систем. Знаючи, що частинки золота в колоїдному розчині заряджені негативно, він припустив, що взаємне відштовхування, що виникає в результаті, між цими однаково зарядженими частинками служить причиною їхньої стійкості. При додаванні в колоїдний розчин солі утворюються центри електричного тяжіння, навколо яких відбувається агрегація золота доти, поки частинки не випадають в осад з колоїдної суспензії. За допомогою фізика-теоретика Маріана Смолуховського Зігмонді розрахував, на якій відстані один від одного повинні знаходитися в колоїдному розчині частинки золота, щоб відбувалася агрегація.
У 1925 р. Зігмонді була присуджена Нобелівська премія з хімії «за встановлення гетерогенної природи колоїдних розчинів і за розроблені в зв'язку з цим методи, що мають фундаментальне значення в сучасній колоїдній хімії». У своїй вступній промові від імені Шведської королівської академії наук X.Г. Седербаум підкреслив, що «всі прояви органічного життя кінець кінцем пов'язані з колоїдним середовищем протоплазми».
Надалі, продовжуючи роботу в Геттінгенському університеті, Зігмонді керував проведенням досліджень за допомогою ультрафільтрів. Ця технологія виправдала себе при вивченні багатьох речовин, включаючи структури гелів. Учений вийшов у відставку в 1919 р.
У 1903 р. Зігмонді одружувався на Лаурі Луїзі Мюллер, дочці викладача фізіології Єнського університету. У подружжя були дві дочки. Зігмонді і його дружина любили проводити вільний час в своєму маєтку, в Тиролі, де учений відпочивав в оточенні природи, отримуючи задоволення від прогулянок в гори. Зігмонді помер в Геттінгені 23 вересня 1929 р.